# Nossa Senhora Aparecida (bairro)
Nossa Senhora Aparecida (ou simplesmente Aparecida) é um importante bairro da Zona Central de Uberlândia, no Triângulo Mineiro, Região Sudeste do Brasil.

## Principais vias e comércio
- O Aparecida, é um dos principais bairros de Uberlândia, e um dos mais antigos; ele é a continuação do centro, no sentido leste da cidade.
- O bairro tem um forte comércio, contando com lojas, concessionárias de veículos, restaurantes, lanchonetes, sorveterias, padarias, supermercados, hoteis, entre outros, em praticamente todas as suas vias arteriais, como as avenidas Afonso Pena, Floriano Peixoto, Brasil, João Pinheiro[1] e Cesário Alvim. Além de o bairro estar ao lado do maior complexo de compras, lazer e negócios da região, o Center Shopping, no bairro Tibery, zona leste.[2]
- A Avenida Rondon Pacheco, principal via arterial da cidade de Uberlândia, passa pelo bairro Aparecida, em um trecho que vai da Rua Curitiba até a Avenida João Naves de Ávila, sentido à Zona Oeste.

## Igreja Nossa Senhora Aparecida
- Um dos principais locais religiosos do bairro e do Triângulo Mineiro e região, é a Igreja de Nossa Senhora Aparecida, que está localizada neste bairro, mas exatamente, na Praça Nossa Senhora Aparecida.[3]Outra igreja nesse bairro é a Congregação Cristã no Brasil.

## UFU e SESC
- No bairro Aparecida, está localizado o Campus Educação Física da Universidade Federal de Uberlândia[4], além da Escola de Educação Básica - ESEBA[5], também pertencente à universidade.
- Há também uma unidade do SESC MG, na Rua Benjamin Constant.[6]